# МКХ-10: Клас VI. Хвороби нервової системи

## (G00—G99) Клас VI. Хвороби нервової системи
|  | Виключаючи: окремі стани, які виникають у перинатальному періоді (P00-P96); деякі інфекційні та паразитарні хвороби (A00-B99); ускладнення вагітності, пологів та післяпологового періоду (O00-O99); вроджені аномалії, деформації та хромосомні порушення (Q00-Q99); хвороби ендокринної системи, розлади харчування та порушення обміну речовин (E00-E90); травми, отруєння та деякі інші наслідки дії зовнішніх причин (S00-T98); новоутворення (C00-D48); симптоми, ознаки та відхилення від норми, виявлені при клінічних і лабораторних дослідженнях, які не класифіковані в інших рубриках (R00-R99) |

### (G00—G09) Запальні хвороби центральної нервової системи
| (G00)   | Бактеріальний менінгіт, не класифікований в інших рубриках |
|         | Включаючи: бактеріальний арахноїдит, бактеріальний лептоменінгіт, бактеріальний менінгіт, бактеріальний пахіменінгіт |
|         | Виключаючи: бактеріальний менінгоенцефаліт (G04.2) та бактеріальний менінгомієліт (G04.2) |
| (G00.0) | Гемофільний менінгіт |
|         | Менінгіт, спричинений гемофільною інфекцією [Haemophilus influenzae (лат.)] |
| (G00.1) | Пневмококовий менінгіт |
| (G00.2) | Стрептококовий менінгіт |
| (G00.3) | Стафілококовий менінгіт |
| (G00.8) | Менінгіт, спричинений іншими бактеріями |
|         | Менінгіт, спричинений кишковою паличкою [Escherichia coli (лат.)] |
|         | Менінгіт, спричинений паличкою Фрідлендера |
|         | Менінгіт, спричинений клебсієлою |
| (G00.9) | Бактеріальний менінгіт, неуточнений |
|         | Менінгіт гнійний, що без додаткового визначення (БДВ) |
|         | Менінгіт піогенний БДВ |
|         | Менінгіт гноєтворний БДВ |
| (G01)   | [☆] Менінгіт при бактеріальних хворобах, класифікованих в інших рубриках |
|         | Включаючи: менінгіт при сибірці (A22.8[†]), гонококовий менінгіт (A54.8[†]), менінгіт при лептоспірозі (A27.-[†]), лістеріозний менінгіт (A32.1[†]), хворобу Лайма (A69.2[†]), менінгококовий менінгіт (A39.0[†]), пізній сифілітичний менінгіт (A52.1[†]), сальмонельозний менінгіт (A02.2[†]), пізній вроджений сифілітичний менінгіт (A50.4[†]), вторинний сифілітичний менінгіт (A51.4[†]), туберкульозний менінгіт (A17.0[†]), черевний тиф (A01.0[†]),  |
|         | Виключаючи: менінгоенцефаліт та менінгомієліт при бактеріальних хворобах, класифікованих в інших рубриках (G05.0[☆]) |
| (G02)   | [☆] Менінгіт при інших інфекційних та паразитарних хворобах, класифікованих в інших рубриках |
|         | Виключаючи: менінгоенцефаліт та менінгомієліт при інших інфекційних та паразитарних хворобах, класифікованих в інших рубриках (G05.1-G05.2[☆]) |
| (G02.0) | [☆] Менінгіт при вірусних хворобах, класифікованих в інших рубриках |
|         | Аденовірусний менінгіт (A87.1[†]) |
|         | Ентеровірусний менінгіт (A87.0[†]) |
|         | Герпетичний менінгіт [ герпес простий ] (B00.3[†]) |
|         | Менінгіт при інфекційному мононуклеозі (B27.-[†]) |
|         | Менінгіт при корові (B05.1[†]) |
|         | Епідемічно-паротитний менінгіт (B26.1[†]) |
|         | Менінгіт, спричинений вірусом краснухи (B06.0[†]) |
|         | Менінгіт при вітряній віспі [вітрянка] (B01.0[†]) |
|         | Менінгіт при оперізувальному герпесі (B02.1[†]) |
| (G02.1) | [☆] Менінгіт при мікозах |
|         | Кандидозний менінгіт (B37.5[†]) |
|         | Кокцидіоїдомікозний менінгіт (B38.4[†]) |
|         | Криптококовий менінгіт (B45.1[†]) |
| (G02.8) | [☆] Менінгіт при інших уточнених інфекційних та паразитарних хворобах, класифікованих в інших рубриках |
|         | Менінгіт, спричинений африканським трипаносомозом (B56.-[†]) |
|         | Менінгіт при хворобі Шагаса (хронічний) (B57.4[†]) |
| (G03)   | Менінгіт, зумовлений іншими та неуточненими причинами |
|         | Включаючи: арахноїдит, спричинений іншими та неуточненими причинами; лептоменінгіт, спричинений іншими та неуточненими причинами; менінгіт, спричинений іншими та неуточненими причинами; пахіменінгіт, спричинений іншими та неуточненими причинами |
|         | Виключаючи: менінгоенцефаліт (G04.-) та менінгомієліт (G04.-) |
| (G03.0) | Непіогенний менінгіт |
|         | Небактеріальний менінгіт |
| (G03.1) | Хронічний менінгіт |
| (G03.2) | Доброякісний рецидивуючий менінгіт [ Моларет ] |
| (G03.8) | Менінгіт, спричинений іншими уточненими збудниками |
| (G03.9) | Менінгіт, неуточнений |
|         | Арахноїдит (спінальний) БДВ |
| (G04)   | Енцефаліт, мієліт та енцефаломієліт |
|         | Включаючи: гострий висхідний мієліт, менінгоенцефаліт та менінгомієліт |
|         | Виключаючи: доброякісний міалгічний енцефаломієліт (G93.3), енцефалопатію БДВ (G93.4), енцефалопатію алкогольного генезу (G31.2), токсичну енцефалопатію (G92), розсіяний склероз (G35), гострий поперечний мієліт (G37.3) та підгострий некротизуючий мієліт (G37.4) |
| (G04.0) | Гострий розсіяний енцефаломієліт |
|         | Постімунізаційний енцефаліт |
|         | Постімунізаційний енцефаломієліт |
| (G04.1) | Тропічна спастична параплегія |
| (G04.2) | Бактеріальний менінгоенцефаліт та менінгомієліт, не класифіковані в інших рубриках |
| (G04.8) | Інший енцефаліт, мієліт та енцефаломієліт |
|         | Постінфекційний енцефаліт та енцефаломієліт БДВ |
| (G04.9) | Енцефаліт, мієліт та енцефаломієліт, неуточнені |
|         | Вентрикуліт (церебральний) БДВ |
| (G05)   | [☆] Енцефаліт, мієліт та енцефаломієліт при хворобах, класифікованих в інших рубриках |
|         | Включаючи: менінгоенцефаліт та менінгомієліт при хворобах, класифікованих в інших рубриках |
| (G05.0) | [☆] Енцефаліт, мієліт та енцефаломієліт при бактеріальних хворобах, класифікованих в інших рубриках |
|         | Лістеріозний енцефаліт, мієліт та енцефаломієліт (A32.1[†]) |
|         | Менінгококовий енцефаліт, мієліт та енцефаломієліт (A39.8[†]) |
|         | Вроджений сифілітичний енцефаліт, мієліт та енцефаломієліт (A50.4[†]) |
|         | Пізній сифілітичний енцефаліт, мієліт та енцефаломієліт (A52.1[†]) |
|         | Туберкульозний енцефаліт, мієліт та енцефаломієліт (A17.8[†]) |
| (G05.1) | [☆] Енцефаліт, мієліт та енцефаломієліт при вірусних хворобах, класифікованих в інших рубриках |
|         | Аденовірусний енцефаліт, мієліт та енцефаломієліт (A85.1[†]) |
|         | Цитомегаловірусні енцефаліт, мієліт та енцефаломієліт (B25.8[†]) |
|         | Ентеровірусний енцефаліт, мієліт та енцефаломієліт (A85.0[†]) |
|         | Герпетичний енцефаліт, мієліт та енцефаломієліт (B00.4[†]) |
|         | Енцефаліт, мієліт та енцефаломієліт, спричинені грипом (J09[†], J10.8[†], J11.8[†]) |
|         | Кір, ускладнений енцефалітом, мієлітом та енцефаломієлітом (B05.0[†]) |
|         | Епідемічно-паротитний енцефаліт, мієліт та енцефаломієліт (B26.2[†]) |
|         | Поствітряна віспа з енцефалітом, мієлітом та енцефаломієлітом (B01.1[†]) |
|         | Енцефаліт, мієліт та енцефаломієліт, спричинені вірусом краснухи (B06.0[†]) |
|         | Оперізувальний герпес з енцефалітом, мієлітом та енцефаломієлітом (B02.0[†]) |
| (G05.2) | [☆] Енцефаліт, мієліт та енцефаломієліт при інших інфекційних та паразитарних хворобах, класифікованих в інших рубриках |
|         | Енцефаліт, мієліт та енцефаломієліт, спричинені африканським трипаносомозом (B56.-[†]) |
|         | Енцефаліт, мієліт та енцефаломієліт при хворобі Шагаса (хронічний) (B57.4[†]) |
|         | Енцефаліт, мієліт та енцефаломієліт при неглеріазі (B60.2[†]) |
|         | Токсоплазмозний енцефаліт, мієліт та енцефаломієліт (B58.2[†]) |
|         | Еозинофільний менінгоенцефаліт (B83.2[†]) |
| (G05.8) | [☆] Енцефаліт, мієліт та енцефаломієліт при інших хворобах, класифікованих в інших рубриках |
|         | Енцефаліт при системному червоному вовчаку |
| (G06)   | Внутрішньочерепний та внутрішньохребетний абсцес і гранульома |
| (G06.0) | Внутрішньочерепний абсцес та гранульома |
|         | Абсцес (емболічний) головного мозку [будь-якої частини] |
|         | Мозочковий (емболічний) абсцес |
|         | Церебральний (емболічний) абсцес |
|         | Отогенний (емболічний) абсцес |
|         | Епідуральний(а) внутрішньочерепний абсцес та гранульома |
|         | Екстрадуральний(а) внутрішньочерепний абсцес та гранульома |
|         | Субдуральний(а) внутрішньочерепний абсцес та гранульома |
| (G06.1) | Внутрішньохребетний абсцес та гранульома |
|         | Абсцес (емболічний) спинного мозку [будь-якої частини] |
|         | Епідуральний(а) внутрішньохребетний абсцес або гранульома |
|         | Екстрадуральний(а) внутрішньохребетний абсцес або гранульома |
|         | Субдуральний(а) внутрішньохребетний абсцес або гранульома |
| (G06.2) | Екстрадуральний та субдуральний абсцес, неуточнений |
| (G07)   | [☆] Внутрішньочерепний та внутрішньохребетний абсцес і гранульома при хворобах, класифікованих в інших рубриках |
|         | Включаючи: амебний абсцес головного мозку (A06.6[†]), гонококовий абсцес головного мозку (A54.8[†]), туберкульозний абсцес головного мозку (A17.8[†]), гранульома головного мозку при шистосомозі (B65.-[†]), туберкулому головного мозку (A17.8[†]) та туберкулому твердої оболони мозку (A17.1[†]) |
| (G08)   | Внутрішньочерепний та внутрішньохребетний флебіт та тромбофлебіт |
|         | Включаючи: септичну емболію внутрішньочерепних або внутрішньохребетних венозних синусів та вен, септичний ендофлебіт внутрішньочерепних або внутрішньохребетних венозних синусів та вен, септичний флебіт внутрішньочерепних або внутрішньохребетних венозних синусів та вен, септичний тромбофлебіт внутрішньочерепних або внутрішньохребетних венозних синусів та вен, септичний тромбоз внутрішньочерепних або внутрішньохребетних венозних синусів та вен |
|         | Виключаючи: внутрішньочерепні флебіти та тромбофлебіти, які ускладнюють аборт, позаматкову або молярну вагітність (O00-O07, O08.7); внутрішньочерепні флебіти та тромбофлебіти, які ускладнюють вагітність, пологи або післяпологовий період (O22.5, O87.3); внутрішньочерепні флебіти та тромбофлебіти негнійного походження (I67.6); негнійні внутрішньохребетні флебіти та тромбофлебіти (G95.1)                                                           |
| (G09)   | Наслідки запальних хвороб центральної нервової системи |

### (G10—G14) Системні атрофії, що в першу чергу уражають центральну нервову систему
| (G10)   | Хвороба Гантінгтона |
|         | Хорея Гантінгтона |
| (G11)   | Спадкова атаксія |
|         | Виключаючи: церебральний параліч (G80.-), спадкову та ідиопатичну невропатію (G60.-) та порушення обміну речовин (E70-E90)         |
| (G11.0) | Вроджена непрогресуюча атаксія |
| (G11.1) | Рання мозочкова атаксія |
|         | Рання мозочкова атаксія з есенціальним тремором                                                                                    |
|         | Рання мозочкова атаксія з міоклонусом [ атаксія Ханта ]                                                                            |
|         | Рання мозочкова атаксія зі збереженими сухожильними рефлексами                                                                     |
|         | Атаксія Фрідрейха (аутосомно-рецесивна)                                                                                            |
|         | X-пов'язана рецесивна спіноцеребелярна атаксія                                                                                     |
| (G11.2) | Пізня мозочкова атаксія |
| (G11.3) | Мозочкова атаксія з порушенням репарації ДНК                                                                                       |
|         | Телангіектатична атаксія [синдром Луї — Бар]                                                                                       |
|         | Виключаючи: синдром Кокейна (Q87.1) та пігментну ксеродермії (Q82.1)                                                               |
| (G11.4) | Спадкова спастична параплегія |
| (G11.8) | Інша спадкова атаксія |
| (G11.9) | Спадкова атаксія, неуточнена |
|         | Спадкова мозочкова атаксія БДВ |
|         | Спадкова мозочкова дегенерація |
|         | Спадкова мозочкова хвороба |
|         | Спадкова мозочкова синдром |
| (G12)   | Спінальна м'язова атрофія та споріднені синдроми                                                                                   |
| (G12.0) | Дитяча спінальна м'язова атрофія, I тип [Вердніга — Гофмана]                                                                       |
| (G12.1) | Інші спадкові спінальні м'язові атрофії                                                                                            |
|         | Прогресуючий бульбарний параліч у дітей [ Фаціо — Лонде ]                                                                          |
|         | Спінальна м'язова атрофія, форма дорослих                                                                                          |
|         | Спінальна м'язова атрофія, дитяча форма, тип II                                                                                    |
|         | Спінальна м'язова атрофія, дистальна                                                                                               |
|         | Спінальна м'язова атрофія, юнацька форма, тип III [Кугельберга — Веландера]                                                        |
|         | Спінальна м'язова атрофія, лопаточно-перонеальна форма                                                                             |
| (G12.2) | Хвороба рухового нейрона |
|         | Сімейна хвороба рухового нейрона                                                                                                   |
|         | Бічний аміотрофічний склероз |
|         | Бічний первинний склероз |
|         | Прогресуючий бульбарний параліч |
|         | Прогресуюча спінальна м'язова атрофія                                                                                              |
| (G12.8) | Інші спінальні м'язові атрофії та споріднені синдроми                                                                              |
| (G12.9) | Спінальна м'язова атрофія, неуточнена                                                                                              |
| (G13)   | [☆] Системні атрофії, які переважно уражають центральну нервову систему при хворобах, класифікованих в інших рубриках              |
| (G13.0) | [☆] Паранеопластична невроміопатія та нейропатія                                                                                   |
|         | Карциноматозна невроміопатія (C00-C97[†])                                                                                          |
|         | Невропатія органів відчуття при пухлинному процесі [Дені — Брауна] (C00-D48[†])                                                    |
| (G13.1) | [☆] Інші системні атрофії, що впливають переважно на центральну нервову систему, при пухлинних захворюваннях                       |
|         | Паранеопластична лімбічна енцефалопатія (C00-D48[†])                                                                               |
| (G13.2) | [☆] Системна атрофія при мікседемі, що впливає переважно на центральну нервову систему (E00.1[†], E03.-[†])                        |
| (G13.8) | [☆] Системна атрофія, що впливає переважно на центральну нервову систему, при інших захворюваннях, класифікованих в інших рубриках |
| (G14)   | Синдром постполіо |
|         | Постполіомієлітний синдром |
|         | Ускладнення поліомієліту (B91) |

### (G20—G26)Екстрапірамідальнірозлади та інші порушення функцій руху
| (G20)   | Хвороба Паркінсона |
|         | Включаючи: геміпаркінсонізм, тремтячий параліч, паркінсонізм або хворобу Паркінсона БДВ, ідіопатичний(у) паркінсонізм або хворобу Паркінсона, первинний(у) паркінсонізм або хворобу Паркінсона |
| (G21)   | Вторинний паркінсонізм |
| (G21.0) | Злоякісний нейролептичний синдром |
| (G21.1) | Інші форми вторинного паркінсонізму, спричиненого лікарськими засобами |
| (G21.2) | Вторинний паркінсонізм, спричинений іншими зовнішніми факторами |
| (G21.3) | Постенцефалітичний паркінсонізм |
| (G21.4) | Васкулярний паркінсонізм |
| (G21.8) | Інші форми вторинного паркінсонізму |
| (G21.9) | Вторинний паркінсонізм, неуточнений |
| (G22)   | [☆] Паркінсонізм при хворобах, класифікованих в інших рубриках |
|         | Включаючи: сифілітичний паркінсонізм (A52.1[†]) |
| (G23)   | Інші дегенеративні хвороби базальних гангліїв |
|         | Виключаючи: Полісистемна дегенерація (G90.3) |
| (G23.0) | Хвороба Галервордена — Шпатца |
|         | Пігментна палідарна дегенерація |
| (G23.1) | Прогресуюча над'ядерна офтальмоплегія [Стіла-Річардсона-Ольшевського] |
|         | Прогресуючий над'ядерний параліч |
| (G23.2) | Стріатонігральна дегенерація |
| (G23.8) | Інші уточнені дегенеративні хвороби базальних гангліїв |
|         | Кальцифікація базальних гангліїв |
| (G23.9) | Дегенеративна хвороба базальних гангліїв, неуточнена |
| (G24)   | Дистонія |
|         | Включаючи: дискінезію |
|         | Виключаючи: атетоїдний церебральний параліч (G80.3) |
| (G24.0) | Дистонія, спричинена лікарськими засобами |
| (G24.1) | Ідіопатична сімейна дистонія |
|         | Ідіопатична дистонія БДВ |
| (G24.2) | Ідіопатична несімейна дистонія |
| (G24.3) | Спастична кривошия |
|         | Виключаючи: кривошия БДВ (M43.6) |
| (G24.4) | Ідіопатична орофаціальна дистонія [рото-лицьова] |
|         | Орофаціальна дискінезія |
| (G24.5) | Блефароспазм |
| (G24.8) | Інші дистонії |
| (G24.9) | Дистонія, неуточнена |
|         | Дискінезія БДВ |
| (G25)   | Інші екстрапірамідальні розлади та порушення функцій руху |
| (G25.0) | Есенціальний тремор |
|         | Сімейний тремор |
|         | Виключаючи: тремор БДВ (R25.1) |
| (G25.1) | Тремор, спричинений лікарським засобом |
| (G25.2) | Інші уточнені форми тремору |
|         | Інтенційний тремор |
| (G25.3) | Міоклонус |
|         | Міоклонус, спричинений лікарським засобом |
|         | Виключаючи: лицьову міокімію (G51.4) міоклонічна епілепсія (G40.-) |
| (G25.4) | Хорея, спричинена лікарським засобом |
| (G25.5) | Інші види хореї |
|         | Хорея БДВ |
|         | Виключаючи: хорею БДВ із залученням серця (I02.0), хорею Гантінгтона (G10), ревматичну хорею (I02.-), хорею Сіденхам (I02.-)                                                                   |
| (G25.6) | Тики, спричинені лікарськими засобами, та інші тики органічного походження |
|         | Виключаючи: синдром Турета (F95.2) та тик БДВ (F95.9) |
| (G25.8) | Інші уточнені екстрапірамідальні розлади та порушення функцій руху |
|         | Акатизія (медикаментозна)(лікувально-індукований) |
|         | Синдром неспокійних ніг |
|         | Синдром скутої людини |
| (G25.9) | Екстрапірамідальні розлади та порушення функцій руху, неуточнені |
| (G26)   | [☆] Екстрапірамідальні розлади та порушення функцій руху при хворобах, класифікованих в іннших рубриках                                                                                        |

### (G30—G32) Інші дегенеративні хвороби нервової системи
| (G30)   | Хвороба Альцгеймера                                                                                                 |
|         | Включаючи: сенільну та пресенільну форми                                                                            |
|         | Виключаючи: сенільну дегенерацію головного мозку НКІР (G31.1), сенільну деменцію БДВ (F03) та сенільність БДВ (R54) |
| (G30.0) | Рання хвороба Альцгеймера                                                                                           |
| (G30.1) | Пізня хвороба Альцгеймера                                                                                           |
| (G30.8) | Інші форми хвороби Альцгеймера                                                                                      |
| (G30.9) | Хвороба Альцгеймера, неуточнена                                                                                     |
| (G31)   | Інші дегенеративні хвороби нервової системи, не класифіковані в інших рубриках                                      |
|         | Виключаючи: синдром Реє (G93.7)                                                                                     |
| (G31.0) | Обмежена атрофія головного мозку                                                                                    |
|         | Лобово-скронева деменція (ЛСД)                                                                                      |
|         | Хвороба Піка |
|         | Прогресуюча ізольована афазія                                                                                       |
| (G31.1) | Сенильна дегенерація головного мозку, не класифікована в інших рубриках                                             |
|         | Виключаючи: хворобу Альцгеймера (G30.-) та сенільність БДВ (R54)                                                    |
| (G31.2) | Дегенерація нервової системи, спричинена алкоголем                                                                  |
|         | Алкогольна мозочкова атаксія                                                                                        |
|         | Алкогольна мозочкова дегенерація                                                                                    |
|         | Алкогольна церебральна дегенерація                                                                                  |
|         | Алкогольна енцефалопатія                                                                                            |
|         | Розлад [вегетативної] автономної нервової системи, спричинений алкоголем                                            |
| (G31.8) | Інші уточнені дегенеративні хвороби нервової системи                                                                |
|         | Дегенерація сірої речовини [ хвороба Альперса ]                                                                     |
|         | Тільце(я) Леві (деменція)(хвороба) (F02.8[☆])                                                                       |
|         | Підгостра некротизуюча енцефалопатія [ хвороба Лейга ]                                                              |
| (G31.9) | Дегенеративна хвороба нервової системи, неуточнена                                                                  |
| (G32)   | [☆] Інші дегенеративні порушення нервової системи при хворобах, класифікованих в інших рубриках                     |
| (G32.0) | [☆] Підгостра комбінована дегенерація спинного мозку при хворобах, класифікованих в інших рубриках                  |
|         | Підгостра комбінована дегенерація спинного мозку при нестачі вітаміну B12 (E53.8[†])                                |
| (G32.8) | [☆] Інші уточнені дегенеративні порушення нервової системи при хворобах, класифікованих в інших рубриках            |

### (G35—G37) Демієлінізуючі хвороби центральної нервової системи
| (G35)   | Розсіяний склероз |
|         | Включаючи: розсіяний склероз БДВ, розсіяний склероз стовбура головного мозку, розсіяний склероз спинного мозку, дисемінований розсіяний склероз та генералізований розсіяний склероз |
| (G36)   | Інша форма гостроЇ дисемінованої демієлінізації |
|         | Виключаючи: постінфекційний енцефаліт та енцефаломієліт БДВ (G04.8) |
| (G36.0) | Оптиконевромієліт [хвороба Девіка] |
|         | Демієлінізація при невриті зорового нерва |
|         | Виключаючи: неврит зорового нерва БДВ (H46) |
| (G36.1) | Гострий та підгострий геморагічний лейкоенцефаліт [хвороба Харста] |
| (G36.8) | Інша уточнена форма гострої дисемінованої демієлінізації |
| (G36.9) | Гостра дисемінована демієлінізація, неуточнена |
| (G37)   | Інші демієлінізуючі хвороби центральної нервової системи |
| (G37.0) | Дифузний склероз |
|         | Періаксиальний енцефаліт |
|         | Хвороба Шільдера |
|         | Виключаючи: адренолейкодистрофію [Аддісона — Шільдера] (E71.3) |
| (G37.1) | Центральна демієлінізація мозолистого тіла |
| (G37.2) | Центральний понтіновий мієліноліз |
| (G37.3) | Гострий поперечний мієліт при демієлінізуючій хворобі центральної нервової системи                                                                                                   |
|         | Гострий поперечний мієліт БДВ |
|         | Виключаючи: розсіяний склероз (G35) та оптиконевромієліт [хворобу Девіка] (G36.0) |
| (G37.4) | Підгострий некротизуючий мієліт |
| (G37.5) | Концентричний склероз [Бало] |
| (G37.8) | Інші уточнені демієлінізуючі хвороби центральної нервової системи |
| (G37.9) | Демієлінізуюча хвороба центральної нервової системи, неуточнена |

### (G40—G47) Епізодичні та пароксизмальні розлади
| (G40)   | Епілепсія |
|         | Виключаючи: синдром Ландау-Клефнера (F80.3), судомний припадок БДВ (R56.8), епілептичний стан (G41.-), параліч Тодда (G83.8)           |
| (G40.0) | Локалізована (фокальна)(парціальна) ідіопатична епілепсія та епілептичні синдроми з судорожними припадками з фокальним початком        |
|         | Доброякісна дитяча епілепсія з піками на ЕЕГ в центрально-скроневій області                                                            |
|         | Дитяча епілепсія з пароксизмальною активністю на ЕЕГ в потиличній області                                                              |
| (G40.1) | Локалізована (фокальна)(парціальна) симптоматична епілепсія та епілептичні синдроми з простими парціальними припадками                 |
|         | Напади без зміни свідомості |
|         | Прості парціальні припадки, що переходять у вторинно генералізовані напади                                                             |
| (G40.2) | Локалізована (фокальна)(парціальна) симптоматична епілепсія та епілептичні синдроми з комплексними парціальними судорожними припадками |
|         | Напади зі зміною свідомості, часто з епілептичним автоматизмом                                                                         |
|         | Комплексні парціальні припадки, що переходять у вторинно генералізовані напади                                                         |
| (G40.3) | Генералізована ідіопатична епілепсія та епілептичні синдроми                                                                           |
|         | Доброякісна міоклонічна епілепсія раннього дитячого віку                                                                               |
|         | Доброякісні неонатальні судоми (сімейні)                                                                                               |
|         | Дитячі епілептичні абсанси [пікнолепсія]                                                                                               |
|         | Епілепсія з великими судорожними припадками [grand mal] при пробудженні                                                                |
|         | Ювенільна абсанс-епілепсія |
|         | Ювенільна міоклонічна епілепсія [ імпульсивний малий припадок ]                                                                        |
|         | Атонічні неспецифічні епілептичні напади                                                                                               |
|         | Клонічні неспецифічні епілептичні напади                                                                                               |
|         | Міоклонічні неспецифічні епілептичні напади                                                                                            |
|         | Тонічні неспецифічні епілептичні напади                                                                                                |
|         | Тоніко-клонічні неспецифічні епілептичні напади                                                                                        |
| (G40.4) | Інші види генералізованої епілепсії та епілептичних синдромів                                                                          |
|         | Епілепсія з міоклонічними абсансами |
|         | Епілепсія з міоклоно-астатичними припадками                                                                                            |
|         | Дитячі спазми |
|         | Синдром Ленокса — Гасто |
|         | Тик Салаам |
|         | Симптоматична рання міоклонічна енцефалопатія                                                                                          |
|         | Синдром Уеста |
| (G40.5) | Особливі епілептичні синдроми |
|         | Епілепсія парціальна безперервна [Кожевникова]                                                                                         |
|         | Епілептичні напади, пов'язані з вживанням алкоголю                                                                                     |
|         | Епілептичні напади, пов'язані з застосуванням лікарських засобів                                                                       |
|         | Епілептичні напади, пов'язані з гормональними змінами                                                                                  |
|         | Епілептичні напади, пов'язані з втрати сну                                                                                             |
|         | Епілептичні напади, пов'язані з впливом стресових факторів                                                                             |
| (G40.6) | Припадки grand mal неуточнені (з малими припадками [petit mal] або без них)                                                            |
| (G40.7) | Малі напади [petit mal] неуточнені без припадків grand mal                                                                             |
| (G40.8) | Інші уточнені форми епілепсії |
|         | Епілепсія та епілептичні синдроми, невизначені як фокальні та генералізовані                                                           |
| (G40.9) | Епілепсія, неуточнена |
|         | Епілептичні конвульсії БДВ |
|         | Епілептичні напади БДВ |
|         | Епілептичні припадки БДВ |
| (G41)   | Епілептичний стан [статус] |
| (G41.0) | Епілептичний статус grand mal (судомних нападів)                                                                                       |
|         | Тоніко-клонічний епілептичний статус                                                                                                   |
|         | Виключаючи: епілепсію парціальну безперервну [Кожевникова] (G40.5)                                                                     |
| (G41.1) | Епілептичний статус petit mal (малих припадків)                                                                                        |
|         | Епілептичний статус абсансов |
| (G41.2) | Складний парціальний епілептичний статус                                                                                               |
| (G41.8) | Інший уточнений епілептичний статус |
| (G41.9) | Епілептичний статус, неуточнений |
| (G43)   | Мігрень |
|         | Виключаючи: головну біль БДВ (R51) |
| (G43.0) | Мігрень без аури [проста мігрень] |
| (G43.1) | Мігрень з аурою [класична мігрень] |
|         | Мігрень з аурою без головного болю |
|         | Базилярна мігрень |
|         | Мігренозні еквіваленти |
|         | Сімейна геміплегічна мігрень |
|         | Геміплегічна мігрень з аурою при гострому початку                                                                                      |
|         | Геміплегічна мігрень з тривалою аурою                                                                                                  |
|         | Геміплегічна мігрень з типовою аурою                                                                                                   |
| (G43.2) | Мігренозний статус |
| (G43.3) | Ускладнена мігрень |
| (G43.8) | Інша мігрень |
|         | Офтальмоплегічна мігрень |
|         | Ретинальна мігрень |
| (G43.9) | Мігрень, неуточнена |
| (G44)   | Інші синдроми головного болю |
|         | Виключаючи: атипову лицьову біль (G50.1), головний біль БДВ (R51), невралгію трійчастого нерва (G50.0)                                 |
| (G44.0) | Гістаміновий синдром головного болю |
|         | Хронічна пароксизмальна гемікранія |
|         | Епізодичний гістаміновий головний біль                                                                                                 |
|         | Хронічний гістаміновий головний біль                                                                                                   |
| (G44.1) | Судинний головний біль, не класифікована в інших рубриках                                                                              |
|         | Судинний головний біль БДВ |
| (G44.2) | Головний біль напруженого типу |
|         | Хронічний головний біль напруги |
|         | Епізодичний головний біль напруги |
|         | Головний біль напруги БДВ |
| (G44.3) | Хронічний посттравматичний головний біль                                                                                               |
| (G44.4) | Головний біль, викликана застосуванням лікарських засобів, не класифікована в інших рубриках                                           |
| (G44.8) | Інший уточнений синдром головного болю                                                                                                 |
| (G45)   | Минущі транзиторні церебральні ішемічні стани [атаки] та пов'язані з ними синдроми                                                     |
|         | Виключаючи: неонатальну церебральну ішемії (P91.0)                                                                                     |
| (G45.0) | Синдром вертебробазилярної артеріальної системи                                                                                        |
| (G45.1) | Синдром сонної артерії (півкульний) |
| (G45.2) | Множинні та двосторонні синдроми церебральних артерій                                                                                  |
| (G45.3) | Минуща сліпота |
| (G45.4) | Транзиторна глобальна амнезія |
|         | Виключаючи: амнезію БДВ (R41.3) |
| (G45.8) | Інші транзиторні церебральні ішемічні атаки та пов'язані з ними синдроми                                                               |
| (G45.9) | Транзиторна церебральна ішемічна атака, неуточнена                                                                                     |
|         | Спазм церебральної артерії |
|         | Транзиторна церебральна ішемія БДВ |
| (G46)   | [☆] Судинні синдроми головного мозку при цереброваскулярних хворобах (I60-I67[†])                                                      |
| (G46.0) | [☆] Синдром середньої мозкової артерії (I66.0[†])                                                                                      |
| (G46.1) | [☆] Синдром передньої мозкової артерії (I66.1[†])                                                                                      |
| (G46.2) | [☆] Синдром задньої мозкової артерії (I66.2[†])                                                                                        |
| (G46.3) | [☆] Синдром інсульту в стовбурі головного мозку (I60-I67[†])                                                                           |
|         | Синдром Бенедикта |
|         | Синдром Клода |
|         | Синдром Фовіля |
|         | Синдром Міяра-Жюбле |
|         | Синдром Валленберга |
|         | Синдром Вебера |
| (G46.4) | [☆] Синдром мозочкового інсульту (I60-I67[†]) (синдром Валленберга)                                                                    |
| (G46.5) | [☆] Чисто руховий лакунарний синдром (I60-I67[†])                                                                                      |
| (G46.6) | [☆] Чисто чутливий лакунарний синдром (I60-I67[†])                                                                                     |
| (G46.7) | [☆] Інші лакунарні синдроми (I60-I67[†])                                                                                               |
| (G46.8) | [☆] Інші судинні синдроми головного мозку при цереброваскулярних хворобах (I60-I67[†])                                                 |
| (G47)   | Розлади сну |
|         | Виключаючи: кошмари (F51.5), розлади сну неорганічної етіології (F51.-), нічні жахи (F51.4), сомнамбулізм (F51.3)                      |
| (G47.0) | Порушення засинання та підтримання сну [ безсоння ]                                                                                    |
| (G47.1) | Розлади у вигляді підвищеної сонливості [ гіперсомнія ]                                                                                |
| (G47.2) | Порушення циклічності сну та неспання                                                                                                  |
|         | Синдром затримки фази сну |
|         | Порушення циклу сну та неспання |
| (G47.3) | Апное уві сні |
|         | Центральне апное уві сні (синдром Ундіни)                                                                                              |
|         | Обструктивне апное уві сні |
|         | Виключаючи: піквікський синдром (E66.2) та апное уві сні у новонароджених (P28.3)                                                      |
| (G47.4) | Нарколепсія та катаплексія |
| (G47.8) | Інші розлади сну |
|         | Синдром Клейне — Левіна |
| (G47.9) | Розлади сну, неуточнені |

### (G50—G59) Розлади нервів, нервових корінців та сплетінь
|         | |
| (G50)   | Ураження трійчастого нерва |
|         | Включаючи: ураження 5-го черепного нерва |
| (G50.0) | Невралгія трійчастого нерва |
|         | Синдром пароксизмального лицьового болю |
|         | Хворобливий тик |
| (G50.1) | Атиповий лицьовий біль |
| (G50.8) | Інші ураження трійчастого нерва |
| (G50.9) | Ураження трійчастого нерва неуточнене |
| (G51)   | Ураження лицевого нерва |
|         | Включаючи: ураження 7-го черепного нерва |
| (G51.0) | Параліч Белла |
|         | Лицевий параліч |
| (G51.1) | Запалення вузла колінця |
|         | Виключаючи: постгерпетичне запалення колінчастого вузла лицевого нерва (B02.2) |
| (G51.2) | Синдром Россолімо — Мелькерсона |
|         | Синдром Россолімо — Мелькерсона — Розенталя |
| (G51.3) | Клонічний геміфаціальний спазм |
| (G51.4) | Лицьова міокімія |
| (G51.8) | Інші ураження лицьового нерва |
| (G51.9) | Ураження лицевого нерва, неуточнене |
| (G52)   | Ураження інших черепних нервів |
|         | Виключаючи: порушення слухового [8-го] нерва (H93.3), порушення зорового [2-го] нерва (H46, H47.0), паралітична косоокість внаслідок паралічу нерва (H49.0-H49.2) |
| (G52.0) | Ураження нюхового нерва |
|         | Ураження 1-го черепного нерва |
| (G52.1) | Ураження язико-глоткового нерва |
|         | Ураження 9-го черепного нерва |
|         | Язико-глоткова невралгія |
| (G52.2) | Ураження блукаючого нерва |
|         | Ураження пневмогастрального [10-го] нерва |
| (G52.3) | Ураження під'язикового нерва |
|         | Ураження 12-го черепного нерва |
| (G52.7) | Множинні ураження черепних нервів |
|         | Поліневрит черепних нервів |
| (G52.8) | Ураження інших уточнених черепних нервів |
| (G52.9) | Ураження черепного нерва, неуточнене |
| (G53)   | [☆] Ураження черепних нервів при хворобах, класифікованих в інших рубриках |
| (G53.0) | [☆] Невралгія після оперізуючого лишаю |
|         | Постгерпетичне запалення ганглія вузла колінця (B02.2[†]) |
|         | Постгерпетична невралгія трійчастого нерва |
| (G53.1) | [☆] Множинні ураження черепних нервів при інфекційних та паразитарних хворобах, класифікованих в інших рубриках (A00-B99[†]) |
| (G53.2) | [☆] Множинні ураження черепних нервів при саркоїдозі (D86.8[†]) |
| (G53.3) | [☆] Множинні ураження черепних нервів при новоутвореннях (C00-D48[†]) |
| (G53.8) | [☆] Інші ураження черепних нервів при інших хворобах, класифікованих в інших рубриках |
| (G54)   | Ураження нервового корінця та сплетіння — див. травму нервів по областях тіла |
|         | Виключаючи: поточне травматичне ураження нервового корінця та сплетіння, ураження міжхребцевих дисків (M50-M51), невралгію або неврит БДВ (M79.2), плечовий неврит або радикуліт БДВ (M54.1), поперековий неврит або радикуліт БДВ (M54.1), попереково-крижовий неврит або радикуліт БДВ (M54.1), грудний неврит або радикуліт БДВ (M54.1), радикуліт БДВ (M54.1), радикулопатія БДВ (M54.1), спондильоз (M47.-) |
| (G54.0) | Ураження плечового сплетіння |
|         | Інфраторакальний синдром |
| (G54.1) | Ураження попереково-крижового сплетіння |
| (G54.2) | Ураження шийних корінців, не класифіковані в інших рубриках |
| (G54.3) | Ураження грудних корінців, не класифіковані в інших рубриках |
| (G54.4) | Ураження попереково-крижових корінців, не класифіковані в інших рубриках |
| (G54.5) | Неврологічна аміотрофія |
|         | Синдром Персонейджа — Алдріна — Тернера |
|         | Плечовий оперізуючий неврит |
| (G54.6) | Синдром фантома кінцівки з болем |
| (G54.7) | Синдром фантома кінцівки без болю |
|         | Синдром фантома кінцівки БДВ |
| (G54.8) | Інші ураження нервових корінців та сплетінь |
| (G54.9) | Ураження нервових корінців та сплетінь, неуточнене |
| (G55)   | [☆] Здавлення нервового корінця та сплетіння при хворобах, класифікованих в інших рубриках |
| (G55.0) | [☆] Здавлення нервових корінців та сплетінь при новоутвореннях (C00-D48[†]) |
| (G55.1) | [☆] Здавлення нервових корінців та сплетінь при порушеннях міжхребцевих дисків (M50-M51[†]) |
| (G55.2) | [☆] Здавлення нервових корінців та сплетінь при спондильозі (M47.-[†]) |
| (G55.3) | [☆] Здавлення нервових корінців та сплетінь при інших дорсопатіях (M45-M46[†], M48.-[†], M53-M54[†]) |
| (G55.8) | [☆] Здавлення нервових корінців та сплетінь при інших хворобах, класифікованих в інших рубриках |
| (G56)   | Мононевропатії верхньої кінцівки |
|         | Виключаючи: поточне травматичне ураження нервів |
| (G56.0) | Синдром зап'ястного каналу |
| (G56.1) | Інші ураження серединного нерва |
| (G56.2) | Ураження ліктьового нерва |
|         | Пізній параліч ліктьового нерва |
| (G56.3) | Ураження променевого нерва |
| (G56.4) | Каузалгія |
| (G56.8) | Інші мононевропатії верхньої кінцівки |
|         | Міжпальцева неврома верхньої кінцівки |
| (G56.9) | Мононевропатія верхньої кінцівки, неуточнена |
| (G57)   | Мононевропатії нижньої кінцівки |
|         | Виключаючи: поточне травматичне ураження нервів |
| (G57.0) | Ураження сідничного нерва |
|         | Виключаючи: ішіас БДВ (M54.3) та ішіас пов'язаний з ураженням міжхребцевого диска (M51.1) |
| (G57.1) | Мералгія парестетична |
|         | Синдром бічного шкірного нерва стегна |
| (G57.2) | Ураження стегнового нерва |
| (G57.3) | Ураження бічного підколінного нерва |
|         | Параліч перонеального [малогомілкового] нерва |
| (G57.4) | Ураження серединного підколінного нерва |
| (G57.5) | Синдром предплюсневого каналу |
| (G57.6) | Ураження підошовного нерва |
|         | Метатарзалгія Мортона |
| (G57.8) | Інші мононевралгії нижньої кінцівки |
|         | Міжпальцева неврома нижньої кінцівки |
| (G57.9) | Мононевропатія нижньої кінцівки, неуточнена |
| (G58)   | Інші мононевропатії |
| (G58.0) | Міжреберна невропатія |
| (G58.7) | Множинний мононеврит |
| (G58.8) | Інші уточнені види мононевропатії |
| (G58.9) | Мононевропатія, неуточнена |
| (G59)   | [☆] Мононевропатія при хворобах, класифікованих в інших рубриках |
| (G59.0) | [☆] Діабетична мононевропатія (E10-E14 із загальним четвертим знаком .4[†]) |
| (G59.8) | [☆] Інші мононевропатії при хворобах, класифікованих в інших рубриках |

### (G60—G64) Поліневрити та інші розлади периферичної нервової системи
|         | Виключаючи: невралгію БДВ (M79.2), неврит БДВ (M79.2), периферичний неврит при вагітності (O26.8), радикуліт БДВ (M54.1)        |
| (G60)   | Спадкова та ідіопатична невропатія                                                                                              |
| (G60.0) | Спадкова моторна та сенсорна невропатія                                                                                         |
|         | Хвороба Шарко — Марі — Тута |
|         | Хвороба Дежерина — Сота |
|         | Спадкова моторна та сенсорна невропатія, типи I-IV                                                                              |
|         | Гіпертрофічна невропатія у дітей                                                                                                |
|         | Перонеальна м'язова атрофія (аксональний тип) (гепертрофічний тип)                                                              |
|         | Синдром Руссі — Леві |
| (G60.1) | Хвороба Рефсума |
| (G60.2) | Невропатія в поєднанні зі спадковою атаксією                                                                                    |
| (G60.3) | Ідіопатична прогресуюча невропатія                                                                                              |
| (G60.8) | Інші спадкові та ідіопатичні нейропатії                                                                                         |
|         | Хвороба Марфана |
|         | Синдром Нелатона |
|         | Сенсорна нейропатія при домінантному успадкуванні                                                                               |
|         | Сенсорна нейропатія при рецесивному успадкуванні                                                                                |
| (G60.9) | Спадкова та ідіопатична невропатія, неуточнена                                                                                  |
| (G61)   | Запальна поліневропатія |
| (G61.0) | Синдром Гієна — Барре |
|         | Гострий (пост-)інфекційний поліневрит                                                                                           |
|         | Синдром Міллера Фішера |
| (G61.1) | Сироваткова невропатія |
| (G61.8) | Інші запальні поліневропатії |
| (G61.9) | Запальна поліневропатія неуточнена                                                                                              |
| (G62)   | Інші поліневропатії |
| (G62.0) | Медикаментозна полінейропатія [ поліневрит ]                                                                                    |
| (G62.1) | Алкогольна поліневропатія |
| (G62.2) | Полінейропатія, спричинена іншими токсичними речовинами                                                                         |
| (G62.8) | Інші уточнені поліневропатії |
|         | Променева полінейропатія |
| (G62.9) | Поліневропатія, неуточнена |
|         | Невропатія БДВ |
| (G63)   | [☆] Поліневропатії при хворобах, класифікованих в інших рубриках                                                                |
| (G63.0) | [☆] Полінейропатія при інфекційних та паразитарних хворобах, класифікованих в інших рубриках                                    |
|         | Дифтерійний поліневрит (A36.8[†])                                                                                               |
|         | Полінейропатія при інфекційному мононуклеозі (B27.-[†])                                                                         |
|         | Полінейропатія при лепрі (A30.-[†])                                                                                             |
|         | Полінейропатія при хворобі Лайма (A69.2[†])                                                                                     |
|         | Полінейропатія при епідемічному паротиті (B26.8[†])                                                                             |
|         | Полінейропатія при оперізувальному герпесі (B02.2[†])                                                                           |
|         | Полінейропатія при пізньому сифілісі (A52.1[†])                                                                                 |
|         | Полінейропатія при пізньому природженому сифілісі (A50.4[†])                                                                    |
|         | Полінейропатія при туберкульозі (A17.8[†])                                                                                      |
| (G63.1) | [☆] Полінейропатія при новоутвореннях (C00-D48[†])                                                                              |
| (G63.2) | [☆] Діабетична полінейропатія (E10-E14 із загальним четвертим знаком .4[†])                                                     |
| (G63.3) | [☆] Полінейропатія при інших ендокринних хворобах та порушеннях обміну речовин (E00-E07[†], E15-E16[†], E20-E34[†], E70-E89[†]) |
| (G63.4) | [☆] Полінейропатія при недостатньому харчуванні (E40-E64[†])                                                                    |
| (G63.5) | [☆] Поліневропатія при системних ураженнях сполучної тканини (M30-M35[†])                                                       |
| (G63.6) | [☆] Полінейропатія при інших кістково-м'язових ураженнях (M00-M25[†], M40-M96[†])                                               |
| (G63.8) | [☆] Полінейропатія при інших хворобах, класифікованих в інших рубриках                                                          |
|         | Уремічна невропатія (N18.5[†])                                                                                                  |
| (G64)   | Інші розлади периферичної нервової системи                                                                                      |
|         | Розлад периферичної нервової системи БДВ                                                                                        |

### (G70—G73) Хвороби нервово-м'язового синапсу [нейром'язового з'єднання] та м'язів
| (G70)   | Міастенія та інші порушення нервово-м'язового синапсу [з'єднання]                                                                                     |
|         | Виключаючи: ботулізм (A05.1) та транзиторну неонатальну міастенію (P94.0)                                                                             |
| (G70.0) | Міастенія [Myasthenia gravis] |
| (G70.1) | Токсичні порушення нервово-м'язового синапсу |
| (G70.2) | Вроджена чи набута міастенія |
| (G70.8) | Інші порушення нервово-м'язового синапсу |
| (G70.9) | Порушення нервово-м'язового синапсу, неуточнене |
| (G71)   | Первинні ураження м'язів |
|         | Виключаючи: множинний вроджений артрогріпоз (Q74.3), порушення обміну речовин (E70-E90) та міозит (M60.-)                                             |
| (G71.0) | М'язова дистрофія аутосомна рецесивна дитячого типу, що нагадує дистрофію Дюшена або Бекера                                                           |
|         | М'язова дистрофія доброякісна [ Бекера ] |
|         | М'язова дистрофія доброякісна для лопаточно-перонеальна з ранніми контрактурами [ Емері — Дрейфуса ]                                                  |
|         | Дистальна м'язова дистрофія |
|         | Фаціоскапулогумеральна м'язова дистрофія [плечо-лопаточно-лицьова]                                                                                    |
|         | Кінцівочно-поясна м'язова дистрофія |
|         | М'язова дистрофія очних м'язів |
|         | Окулофарінгеальна м'язова дистрофія [очно-глоткова]                                                                                                   |
|         | М'язова дистрофія лопаточно-малогомілкова |
|         | М'язова дистрофія злоякісна [ Дюшена ] |
|         | Виключаючи: вроджену м'язова дистрофію БДВ (G71.2) та вроджену м'язова дистрофію з уточненими морфологічними ураженнями м'язового волокна (G71.2)     |
| (G71.1) | Міотонічні розлади |
|         | Міотонічна дистрофія [Штейнера] |
|         | Міотонія хондродистрофічна |
|         | Міотонія лікарська [медикаментозна] |
|         | Міотонія симптоматична |
|         | Міотонія вроджена БДВ |
|         | Міотонія вроджена при домінантному успадкуванні [Томсена]                                                                                             |
|         | Міотонія вроджена при рецесивному успадкуванні [Бекера]                                                                                               |
|         | Нейроміотонія [Ісаакса] |
|         | Параміотонія вроджена |
|         | Псевдоміотонія |
| (G71.2) | Вроджені міопатії |
|         | Вроджена м'язова дистрофія БДВ |
|         | Вроджена м'язова дистрофія зі специфічними морфологічними порушеннями м'язового волокна                                                               |
|         | Хвороба центрального ядра |
|         | Хвороба мініядерна |
|         | Хвороба мультиядерна |
|         | Диспропорція типів волокон |
|         | Міопатія міотубулярна (центроядерна) |
|         | Міопатія немалінна [хвороба немалінного тіла] |
| (G71.3) | Мітохондріальна міопатія, не класифікована в інших рубриках                                                                                           |
| (G71.8) | Інші первинні ураження м'язів |
| (G71.9) | Первинне ураження м'язу, неуточнене |
|         | Спадкова міопатія БДВ |
| (G72)   | Інші міопатії |
|         | Виключаючи: вроджений множинний артрогрипоз (Q74.3), дерматополіміозит (M33.-), ішемічний інфаркт м'язу (M62.2), міозит (M60.-) та поліміозит (M33.2) |
| (G72.0) | Медикаментозна міопатія |
| (G72.1) | Алкогольна міопатія |
| (G72.2) | Міопатія, спричинена іншою токсичною речовиною |
| (G72.3) | Періодичний параліч |
|         | Гіперкаліємічний періодичний параліч (сімейний) |
|         | Гіпокаліємічний періодичний параліч (сімейний) |
|         | Міотонічний періодичний параліч (сімейний) |
|         | Нормокаліємічний періодичний параліч (сімейний) |
| (G72.4) | Запальна міопатія, не класифікована в інших рубриках                                                                                                  |
| (G72.8) | Інші уточнені міопатії |
| (G72.9) | Міопатія, неуточнена |
| (G72.8) | Інші уточнені міопатії |
| (G73)   | [☆] Ураження нервово-м'язового синапсу та м'язів при хворобах, класифікованих в інших рубриках                                                        |
| (G73.0) | [☆] Міастенічні синдроми при ендокринних хворобах |
|         | Міастенічні синдроми при діабетичній аміотрофії (E10-E14 із загальним четвертим знаком .4[†])                                                         |
|         | Міастенічні синдроми при тиреотоксикозі [гіпертиреозі] (E05.-[†])                                                                                     |
| (G73.1) | [☆] Синдром Ітона — Ламберта (C00-D48[†]) |
| (G73.2) | [☆] Інші міастенічні синдроми при пухлинному ураженні (C00-D48[†])                                                                                    |
| (G73.3) | [☆] Міастенічні синдроми при інших хворобах, класифікованих в інших рубриках                                                                          |
| (G73.4) | [☆] Міопатія при інфекційних та паразитарних хворобах, класифікованих в інших рубриках                                                                |
| (G73.5) | [☆] Міопатія при ендокринних хворобах |
|         | Міопатія при гіперпаратиреозі (E21.0-E21.3[†]) |
|         | Міопатія при гіпотиреозі (E20.-[†]) |
|         | Тиреотоксична міопатія (E05.-[†]) |
| (G73.6) | [☆] Міопатія при порушеннях обміну речовин |
|         | Міопатія при порушеннях накопичення глікогену (E74.0[†])                                                                                              |
|         | Міопатія при порушеннях накопичення ліпідів (E75.-[†])                                                                                                |
| (G73.7) | [☆] Міопатія при інших хворобах, класифікованих в інших рубриках                                                                                      |
|         | Міопатія при ревматоїдному артриті (M05-M06[†]) |
|         | Міопатія при склеродермії (M34.8[†]) |
|         | Міопатія при синдромі Шегрена (M35.0[†]) |
|         | Міопатія при системному червоному вовчаку (M32.1[†])                                                                                                  |

### (G80—G83) Церебральні паралічі та інші паралітичні синдроми
| (G80)   | Дитячий церебральний параліч                                                      |
|         | Виключаючи: спадкова спастична параплегія (G11.4)                                 |
| (G80.0) | Спастичний квадриплегічний церебральний параліч                                   |
|         | Спастичний тетраплегічний церебральний параліч                                    |
| (G80.1) | Спастична диплегія                                                                |
|         | Вроджений спастичний параліч (церебральний)                                       |
|         | Спастичний церебральний параліч БДВ                                               |
| (G80.2) | Дитяча геміплегія                                                                 |
| (G80.3) | Дискінетичний церебральний параліч                                                |
|         | Атетоїдний церебральний параліч                                                   |
|         | Дистонічний церебральний параліч                                                  |
| (G80.4) | Атаксичний церебральний параліч                                                   |
| (G80.8) | Інший дитячий церебральний параліч                                                |
|         | Змішані синдроми церебрального паралічу                                           |
| (G80.9) | Дитячий церебральний параліч, не уточнений                                        |
|         | Церебральний параліч БДВ                                                          |
| (G81)   | Геміплегія                                                                        |
|         | Виключаючи: вроджений або дитячий церебральний параліч (G80.-)                    |
| (G81.0) | Млява геміплегія                                                                  |
| (G81.1) | Спастична геміплегія                                                              |
| (G81.9) | Геміплегія, неуточнена                                                            |
| (G82)   | Параплегія та тетраплегія                                                         |
|         | Виключаючи: вроджений або дитячий церебральний параліч (G80.-)                    |
| (G82.0) | Млява параплегія                                                                  |
| (G82.1) | Спастична параплегія                                                              |
| (G82.2) | Параплегія, неуточнена                                                            |
|         | Параліч обох нижніх кінцівок БДВ                                                  |
|         | Параплегія (нижня) БДВ                                                            |
| (G82.3) | Млява тетраплегія                                                                 |
| (G82.4) | Спастична тетраплегія                                                             |
| (G82.5) | Тетраплегія, неуточнена                                                           |
|         | Квадріплегія БДВ                                                                  |
| (G83)   | Інші паралітичні синдроми                                                         |
|         | Включаючи: параліч (повний)(неповний), за винятком зазначеного у рубриках G80-G82 |
| (G83.0) | Диплегія верхніх кінцівок                                                         |
|         | Диплегія (верхня)                                                                 |
|         | Параліч обох верхніх кінцівок                                                     |
| (G83.1) | Моноплегія нижньої кінцівки                                                       |
|         | Параліч нижньої кінцівки                                                          |
| (G83.2) | Моноплегії верхньої кінцівки                                                      |
|         | Параліч верхньої кінцівки                                                         |
| (G83.3) | Моноплегія, неуточнена                                                            |
| (G83.4) | Синдром кінського хвоста                                                          |
|         | Нейрогенний сечовий міхур, пов'язаний з синдромом кінського хвоста                |
|         | Виключаючи: спінальний сечовий міхур БДВ (G95.8)                                  |
| (G83.8) | Інші уточнені паралітичні синдроми                                                |
|         | Параліч Тодда (постепілептичний)                                                  |
| (G83.9) | Паралітичний синдром, неуточнений                                                 |

### (G90—G99) Інші порушення нервової системи
| (G90)   | Розлади вегетативної [автономної] нервової системи |
|         | Виключаючи: розлад вегетативної нервової системи, спричиненого алкоголем (G31.2) |
| (G90.0) | Ідіопатична периферична вегетативна невропатія |
|         | Непритомність, пов'язана з подразненням каротидного синуса |
| (G90.1) | Сімейна дизавтономія [Райлі-Дея] |
| (G90.2) | Синдром Горнера |
|         | Синдром Бернара (-Горнера) |
| (G90.3) | Множинна системна дегенерація |
|         | Неврогенна ортостатична гіпотензія [Шая-Дрейджера] |
|         | Виключаючи: ортостатичну гіпотензію БДВ (I95.1) |
| (G90.4) | Автономна дисрефлексія |
| (G90.8) | Інші розлади вегетативної нервової системи |
| (G90.9) | Розлад вегетативної нервової системи, неуточнений |
| (G91)   | Гідроцефалія |
|         | Включаючи: набуту гідроцефалію |
|         | Виключаючи: вроджену гідроцефалію (Q03.-) та гідроцефалію, спричинену вродженим токсоплазмозом (P37.1) |
| (G91.0) | Сполучена гідроцефалія |
| (G91.1) | Обструктивна гідроцефалія |
| (G91.2) | Гідроцефалія нормального тиску |
| (G91.3) | Посттравматична гідроцефалія, неуточнена |
| (G91.8) | Інші види гідроцефалії |
| (G91.9) | Гідроцефалія, неуточнена |
| (G92)   | Токсична енцефалопатія |
| (G93)   | Інші порушення головного мозку |
| (G93.0) | Церебральна кіста |
|         | Арахноїдальная кіста |
|         | Поренцефалічна кіста придбана |
|         | Виключаючи: перивентрикулярну набуту кісту новонародженого (P91.1) та вроджену церебральну кісту (Q04.6) |
| (G93.1) | Аноксичне ураження головного мозку, не класифіковане в інших рубриках |
|         | Виключаючи: ті, які ускладнюють аборт, позаматкову або молярну вагітність (O00-O07, O08.8); ті, які ускладнюють вагітність, пологи або післяпологовий період (O29.2, O74.3, O89.2); ті, які ускладнюють хірургічну та медичну допомогу (T80-T88); неонатальну аноксію (P21.9) |
| (G93.2) | Доброякісна внутрішньочерепна гіпертензія |
|         | Виключаючи: гіпертензивну енцефалопатію (I67.4) |
| (G93.3) | Синдром втоми після перенесеної вірусної хвороби |
|         | Доброякісний міалгічний енцефаломієліт |
| (G93.4) | Енцефалопатія, неуточненна |
|         | Виключаючи: алкогольну енцефалопатію (G31.2) та токсичну енцефалопатію (G92) |
| (G93.5) | Здавлення головного мозку |
|         | Здавлення головного мозку (стовбура) |
|         | Грижа головного мозку (стовбура) |
|         | Виключаючи: травматичне здавлення головного мозку (дифузне) (S06.2) та осередкове травматичне здавлення головного мозку (дифузне) (S06.3) |
| (G93.6) | Набряк мозку |
|         | Виключаючи: набряк мозку, спричинений родовою травмою (P11.0) та травматичний набряк мозку (S06.1) |
| (G93.7) | Синдром Рея |
| (G93.8) | Інші уточнені ураження головного мозку |
|         | Енцефалопатія, спричинена опроміненням |
| (G93.9) | Поразка головного мозку, неуточнене |
| (G94)   | [☆] Інші порушення головного мозку при хворобах, класифікованих в інших рубриках |
| (G94.0) | [☆] Гідроцефалія при інфекційних та паразитарних хворобах, класифікованих в інших рубриках (A00-B99[†]) |
| (G94.1) | [☆] Гідроцефалія при пухлинних хворобах (C00-D48[†]) |
| (G94.2) | [☆] Гідроцефалія при інших хворобах, класифікованих в інших рубриках |
| (G94.8) | [☆] Інші уточнені ураження головного мозку при хворобах, класифікованих в інших рубриках |
| (G95)   | Інші хвороби спинного мозку |
|         | Виключаючи: мієліт (G04.-) |
| (G95.0) | Сирингомієлія і сирингобульбія |
| (G95.1) | Судинні мієлопатії |
|         | Гострий інфаркт спинного мозку (емболічний)(неемболічний) |
|         | Тромбоз артерій спинного мозку |
|         | Гепатомієлія |
|         | Непіогенний спинномозковий флебіт та тромбофлебіт |
|         | Набряк спинного мозку |
|         | Підгостра некротична мієлопатія |
|         | Виключаючи: спинномозковий флебіт та тромбофлебіт, окрім непіогенного (G08) |
| (G95.2) | Здавлення спинного мозку, неуточнене |
| (G95.8) | Інші уточнені хвороби спинного мозку |
|         | Спінальний сечовий міхур БДВ |
|         | Медикаментозна мієлопатія |
|         | Мієлопатія променева |
|         | Виключаючи: неврогенний сечовий міхур БДВ (N31.9); неврогенний сечовий міхур, спричинений синдромом кінського хвоста (G83.4); нервово-м'язова дисфункція сечового міхура без згадки про ураження спинного мозку (N31.-)                                                       |
| (G95.9) | Хвороба спинного мозку, неуточнена |
|         | Мієлопатія БДВ |
| (G96)   | Інші порушення центральної нервової системи |
| (G96.0) | Витік цереброспінальної рідини [лікворея] |
|         | Виключаючи: при спинномозковій пункції (G97.0) |
| (G96.1) | Ураження оболон головного мозку, не класифіковані в інших рубриках |
|         | Менінгеальні зрощення (церебральні)(спінальні) |
| (G96.8) | Інші уточнені ураження центральної нервової системи |
| (G96.9) | Ураження центральної нервової системи, неуточнене |
| (G97)   | Порушення нервової системи після медичних процедур [постпроцедурні], не класифіковані в інших рубриках |
| (G97.0) | Витік цереброспінальної рідини при спинномозковій пункції |
| (G97.1) | Інша реакція на спинномозкову пункцію |
| (G97.2) | Внутрішньочерепна гіпертензія після шунтування шлуночків |
| (G97.8) | Інші порушення нервової системи після медичних процедур |
| (G97.9) | Розлад нервової системи після медичних процедур, неуточнений |
| (G98)   | Інші порушення нервової системи, не класифіковані в інших рубриках |
|         | Включаючи: ураження нервової системи БДВ |
| (G99)   | [☆] Інші ураження нервової системи при хворобах, класифікованих в інших рубриках |
| (G99.0) | [☆] Вегетативна нейропатія при ендокринних та метаболічних хворобах |
|         | Амілоїдна вегетативна нейропатія (E85.-[†]) |
|         | Діабетична вегетативна нейропатія (E10-E14 із загальним четвертим знаком .4[†]) |
| (G99.1) | [☆] Інші порушення вегетативної нервової системи при інших хворобах, класифікованих в інших рубриках |
| (G99.2) | [☆] Мієлопатія при хворобах, класифікованих в інших рубриках |
|         | Синдроми здавлення передньої спінальної або хребетної артерії (M47.0[†]) |
|         | Мієлопатія при ураженнях міжхребцевих дисків (M50.0[†], M51.0[†]) |
|         | Мієлопатія при пухлинному ураженні (C00-D48[†]) |
|         | Мієлопатія при спондильозі (M47.-[†]) |
| (G99.8) | [☆] Інші уточнені порушення нервової системи при хворобах, класифікованих в інших рубриках |
|         | Уремічний параліч (N18.5[†]) |

## Виноски
1. ↑  International Statistical Classification of Diseases and Related Health Problems 10th Revision. Version:2015 (англ.). World Health Organization. Процитовано 15 листопада 2015. (англ.)
2. ↑  Клініко-статистична класифікація хвороб, розроблена на базі МКХ-10 (проект) (укр.). Міністерство охорони здоров'я України. Процитовано 15 листопада 2015. (укр.)